# 以諾·鮑威爾
約翰·以諾·鮑威爾（英語：John Enoch Powell，1912年6月16日—1998年2月8日）是英國政治家、古典學者、作家和軍人。他在1950年至1974年出任保守黨國會議員，1960年至1963年出任衛生大臣。他在1968年發表爭議性的「血河」演說，反對來自其他英聯邦國家的移民，並因此被愛德華·希思革除出影子內閣的國防大臣（1965年－1968年）職務。
然而，他的支持度顯示他吸引的大批民眾可能是保守黨取得1970年大選勝利的關鍵，他在1974年大選中支持工黨則可能是保守黨失利的原因。他在1974年10月出選南唐，以阿爾斯特統一黨國會議員身份重返下議院，直至1987年大選中落選。
加入政壇之前，他是出色的古典學者，25歲就成為古希臘文正教授。二戰期間他在人事和情報部門效力。他也曾寫作詩和著作多本關於古典和政治的書籍。